# Любецьке князь-єпископство

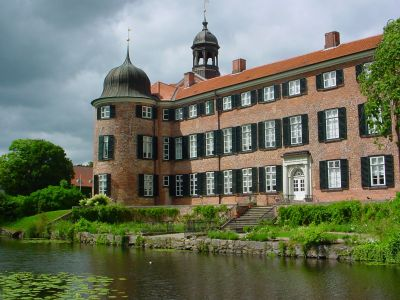
Ойтинський замок — резиденція Любекських князів-єпископів.

Князівство-єпископство Любек (нім. Fürstbistum Lübeck або Hochstift Lübeck) — духовне князівство у складі Священної Римської імперії, яке існувало з 1180 року до Німецької медіатизації 1803 року. Князівство розташовувалося на території сучасної землі Шлезвіг-Гольштейн і з 1500 року входило до складу Нижньосаксонського імперського округу.

## Історія
Виникнення Любекського єпископства значною мірою була результатом місіонерської діяльності Віцеліна (пом. 1154), який у 1149 році став єпископом Ольденбурга. Єпархія Ольденбурга була заснована імператором Оттоном I в 970 році для навернення в християнство місцевих слов'янських племен.
За єпископа Ольденбурга Герольда (1155—1163), незадовго до його смерті, в Любеку було освячено храм Святого Йоганна. Герцог Саксонії Генріх III Лев між 1160 і 1163 роками переніс центр єпископства з Ольденбурга до Любека і в 1173 році заклав Любекський собор. Після усунення Генріха Лева від влади у 1180 році єпископ Любека стає васалом імператора, а Любекська єпархія набуває статусу імперського князівства.
Графська війна призвела до того, що в 1535 році князем-єпископом Любека вперше став протестант, Детлев фон Ревентло, який розпочав Реформацію на території Любекського єпископства.

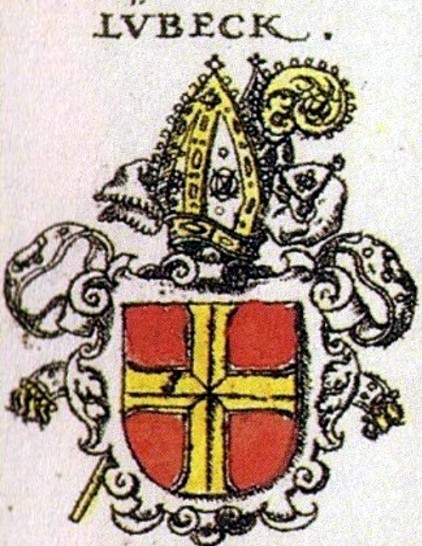
Початковий герб князівства-єпископства. 1605 рік.

В 1803 в результаті наполеонівської секуляризації князівство-єпископство перетворили на князівство Любек, яке на умовах персональної унії перейшло до герцога Ольденбурзького Петера I.

## Герб
Спочатку герб Любекського князівства-єпископства мав вигляд геральдичного щит, в якому на червленому полі був зображений золотий хрест. Над щитом зображувалась єпископська тіара, за щитом містився єпископський посох. У пізній період (у XVII столітті чи пізніше) герб був істотно змінений: поле щита змінило колір на блакитний, а єпископська тіара, як і хрест золотого кольору, була поміщена всередину щита над хрестом.

## Єпископи Любека

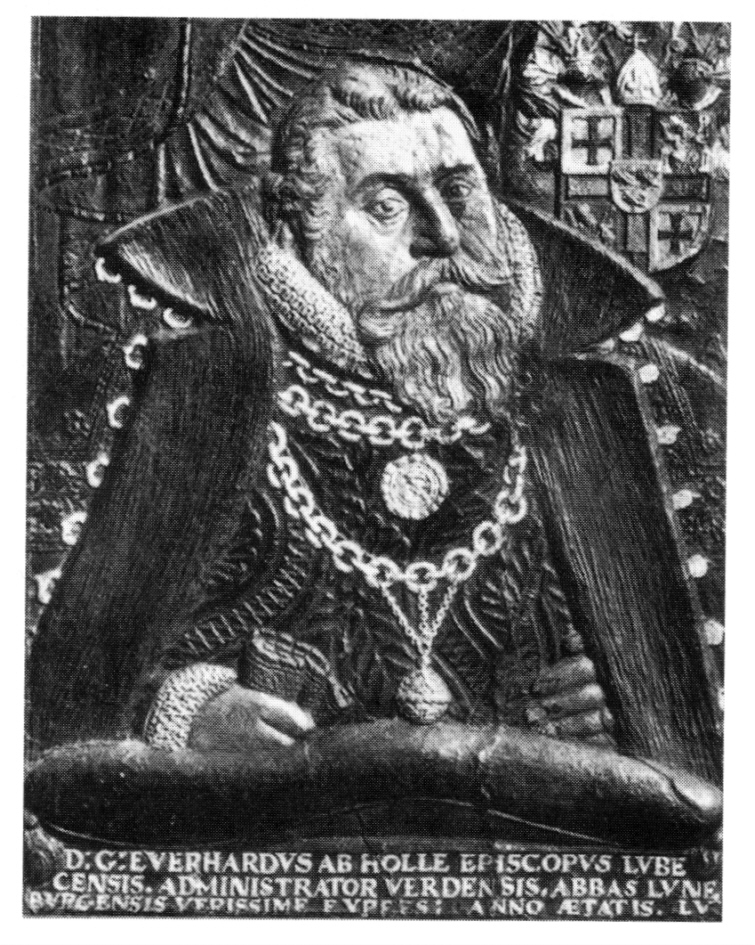
Ебергард II

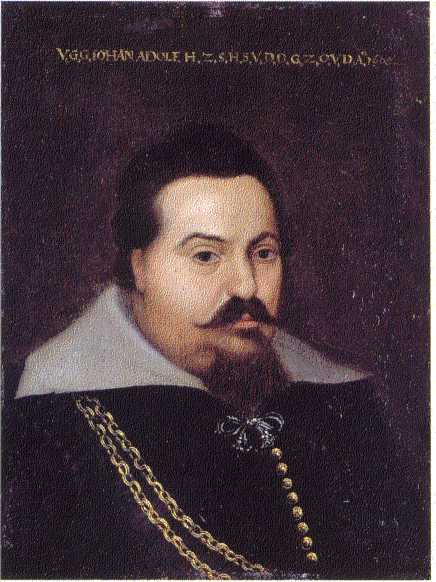
Йоганн Адольф

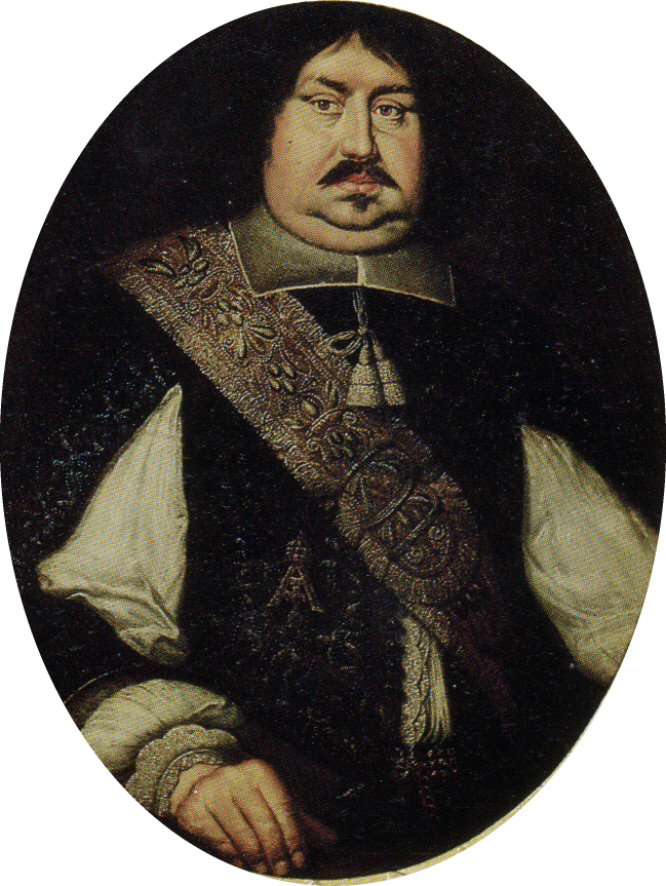
Йоганн X

| Початок правління | Кінець правління | Ім'я                        | Династія | Зауваги                         |
| ----------------- | ---------------- | --------------------------- | -------- | ------------------------------- |
| 1160              | 13.08.1163       | Герольд Альдинбургський     | Вельфи   | єпископ Ольденбурга з 1155 року |
| 01.02.1164        | 17.07.1172       | Конрад I Ріддагсгаузенський | Вельфи   | брат Герольда                   |
| 1172              | 29.11.1182       | Генріх I Брюссельський      |          |                                 |
| 1183              | 1184             | Конрад II                   |          |                                 |
| 1186              | 1210             | Дітріх I                    |          |                                 |
| 1210              | 1230             | Бертольд                    |          |                                 |
| 1230/1231         | 1247             | Йоганн I                    |          |                                 |
| 1247              | 1253             | Альбрехт Зуербер            |          |                                 |
| 1254              | 1259             | Йоганн II фон Діст          |          |                                 |
| 1260              | 1276             | Йоганн III фон Тралау       |          |                                 |
| 1276              | 1317             | Буркгард фон Серкем         |          |                                 |
| 1317              | 1341             | Генріх II Бохгольт          |          |                                 |
| 1341              | 1350             | Йоганн IV Муль              |          |                                 |
| 1350              | 1377             | Бертрам фон Кремон          |          |                                 |
| 1377              | 1379             | Ніколаус I фон Майсен       |          |                                 |
| 1379              | 1386             | Конрад III фон Ґайзенгайм   |          |                                 |
| 1386              | 1387             | Йоганн V фон Кленеденст     |          |                                 |
| 1387              | 1399             | Ебергард I фон Аттендорн    |          |                                 |
| 1399              | 1420             | Йоганн VI Гундебеке         |          |                                 |
| 1420              | 1439             | Йоганн VII Шеле             |          |                                 |

## Князі-єпископи з різних родів
- 1439–1449 — Ніколаус II Сахау
- 1450–1466 — Арнольд Вестфаль
- 1466–1489 — Альберт II Круммендік
- 1489–1492 — Томас Гроте
- 1492–1506 — Дітріх II Арндес
- 1506–1509 — Вільгельм Вестфаль
- 1510–1523 — Йоганн VIII Грімхольт
- 1523–1535 — Генріх III Боцькхолт
- 1535–1536 — Детлев фон Ревентло (перший протестант)
- 1536–1547 — Балтазар Рантзау
- 1547–1551 — Йодокус Годфілтер
- 1551–1556 — Теодор фон Реден
- 1556–1559 — Андреас фон Барбі
- 1559–1561 — Йоганн IX Тідеманн
- 1561–1586 — Ебергард II фон Голле

## Князі-єпископи з династіїГольштейн-Готторпов
- 1586–1607 — Йоганн Адольф
- 1607–1634 — Йоган Фрідріх
- 1634–1655 — Йоганн X
- 1655–1666 — Крістіан Альбрехт
- 1666–1705 — Август Фрідріх
- 1705–1726 — Крістіан Август
- 1726–1727 — Карл Август
- 1727–1750 — Адольф Фрідріх
- 1750–1785 — Фрідріх Август
- 1785–1803 — Петер Фрідріх Людвіг